# Jack Robinson
Jack Robinson, celým jménem John William Robinson (22. dubna 1870 Derby — 28. října 1931 tamtéž) byl anglický fotbalový brankář. Hrál za klub Derby County FC, s nímž vybojoval roku 1896 druhé místo v lize, a Southampton FC, v jehož dresu hrál finále FA Cupu 1900 a 1902. Později působil také v Plymouth Argyle FC, Exeter City FC a Stoke City FC. Odchytal jedenáct zápasů za anglickou reprezentaci a vyhrál s ní British Home Championship v letech 1898, 1899, 1901 a 1903. V dubnu 1901 se zúčastnil zájezdu Southamptonu na evropský kontinent, který přinesl vítězství nad SK Slavia Praha 3:0 a nad Vienna Cricket and Football-Club 7:0. Robinson zaujal publikum dosud nevídaným brankářským stylem, kdy se vrhal po umístěných přízemních střelách efektními skoky. Tento druh zákroku se podle něj dodnes označuje v němčině a češtině jako robinzonáda.